# Набу-шум-укин I
Набу-шум-укин I (Nabû-šuma-ukīn I; букв. «Набу укрепи потомство») — царь Вавилонии, правил приблизительно в 900 — 888 годах до н. э.
Вёл войну с ассирийским царём Адад-нирари II за пограничные с Ассирией области Вавилонии и около 895 года до н. э. потерпел от него поражение, в результате чего граница Ассирии почти достигла Дур-Куригальзу и Сиппара.